# Tostadas de crema
Las tostadas de crema son un postre típico del País Vasco (España). Se trata de una especie de crema pastelera frita que se sirven espolvoreadas con azúcar glas o canela. Se recomienda comerlas calientes.

## Ingredientes
Sus ingredientes principales son: harina, manteca de cerdo, huevos, azúcar y leche